# Theodora von Hermansthal
Theodora von Hermansthal (3 de julho de 1835 – 13 de novembro de 1918) foi uma pintora de miniaturas eslovena.
Theodora von Hermansthal nasceu em 1835 em Laibach (actual Liubliana, Eslovénia) no Reino da Ilíria, parte do Império Austríaco.
Von Hermansthal estudou com Karl Blaas na Academia de Arte de Veneza. O seu retrato em miniatura de Dorothea Schulz von Strasznitsky de 1869 foi incluído na exposição de 1877 na Academia de Belas Artes de Viena.